# Liriomyza aposeridis
Liriomyza aposeridis este o specie de muște din genul Liriomyza, familia Agromyzidae, descrisă de Beiger în anul 1972.
Este endemică în Polonia. Conform Catalogue of Life specia Liriomyza aposeridis nu are subspecii cunoscute.